# Ditlof Ross

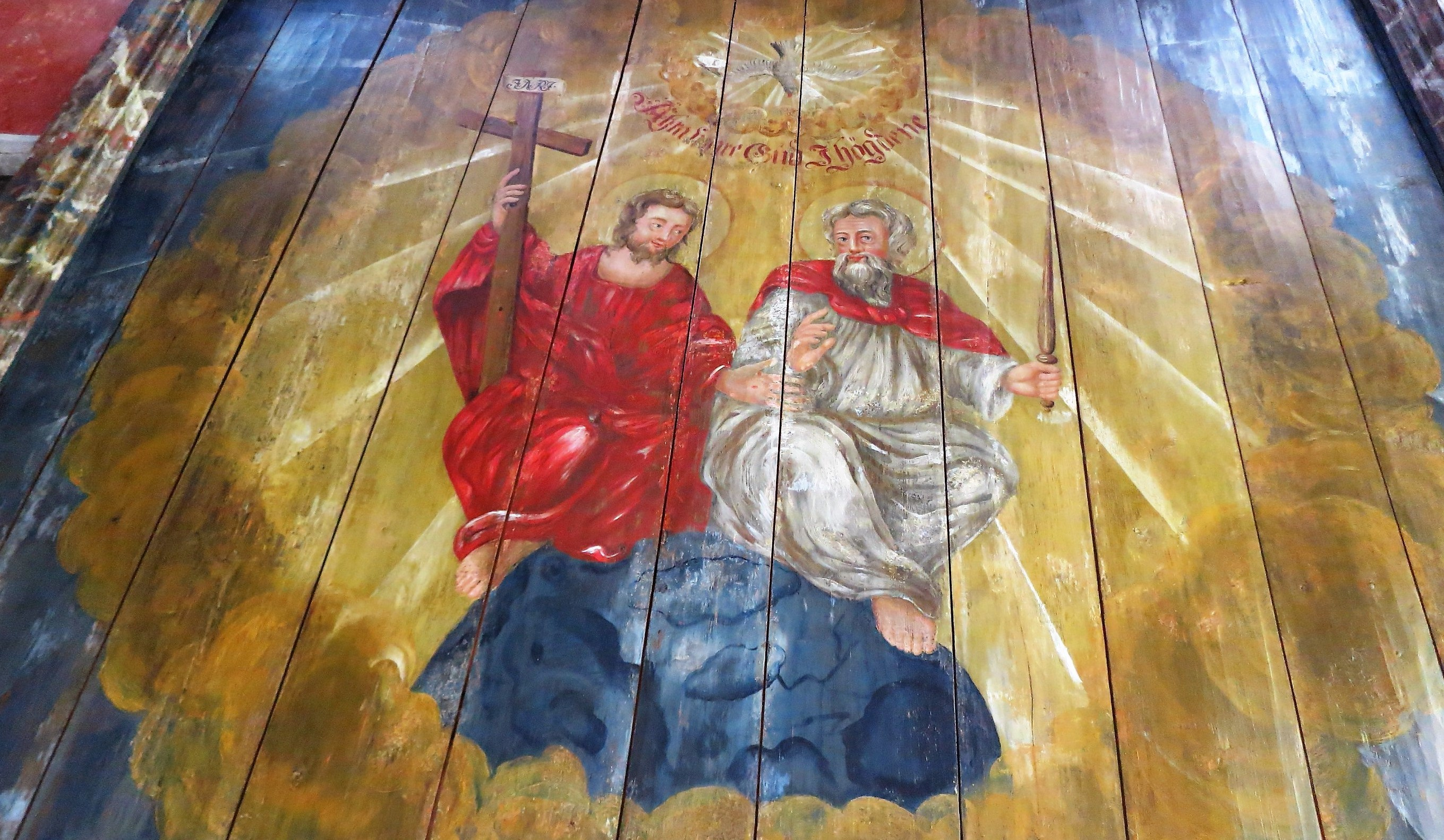
Norra Hestra kyrka: Takmålning i koret.

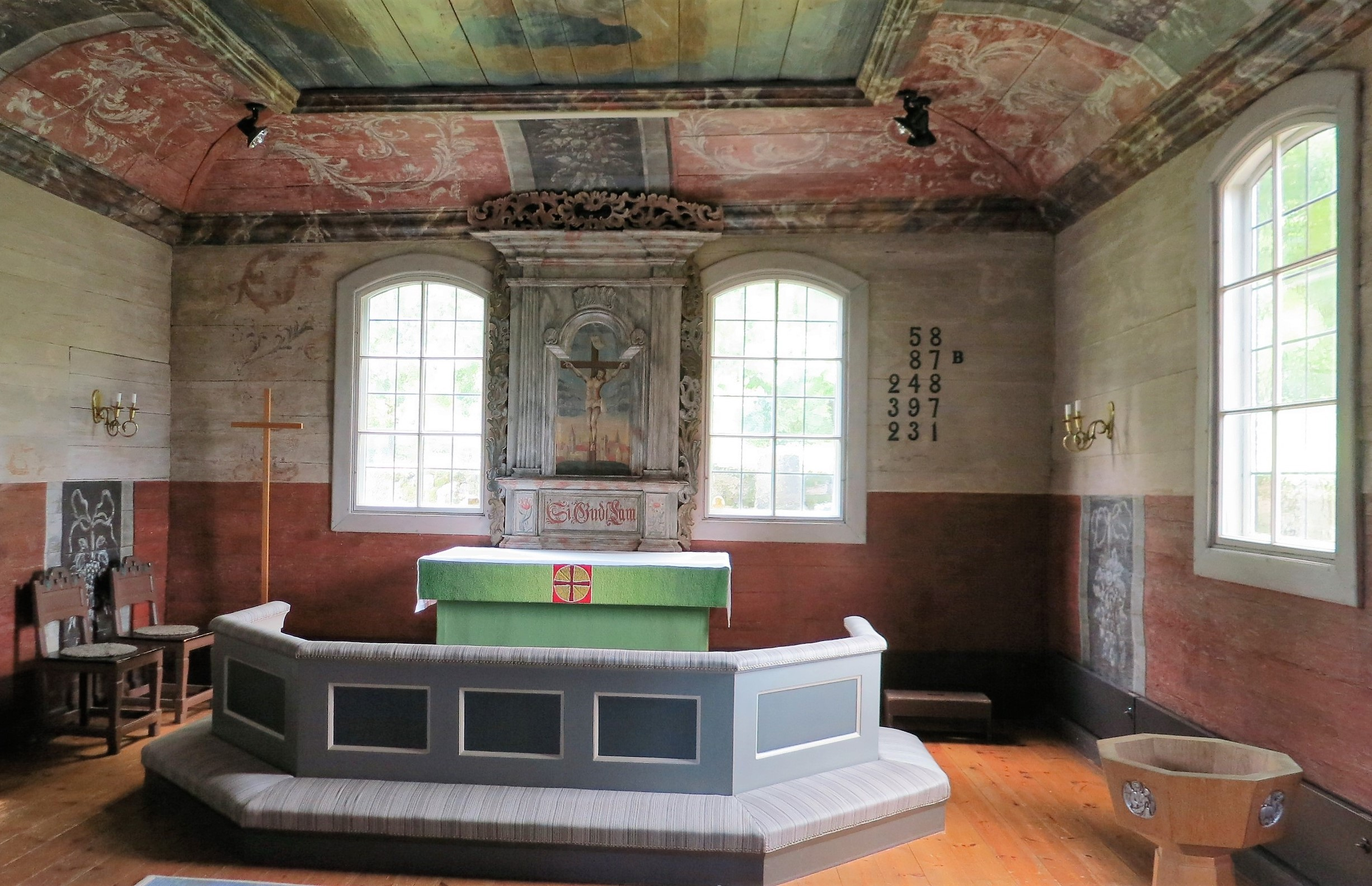
Norra Hestra kyrka: Koret.

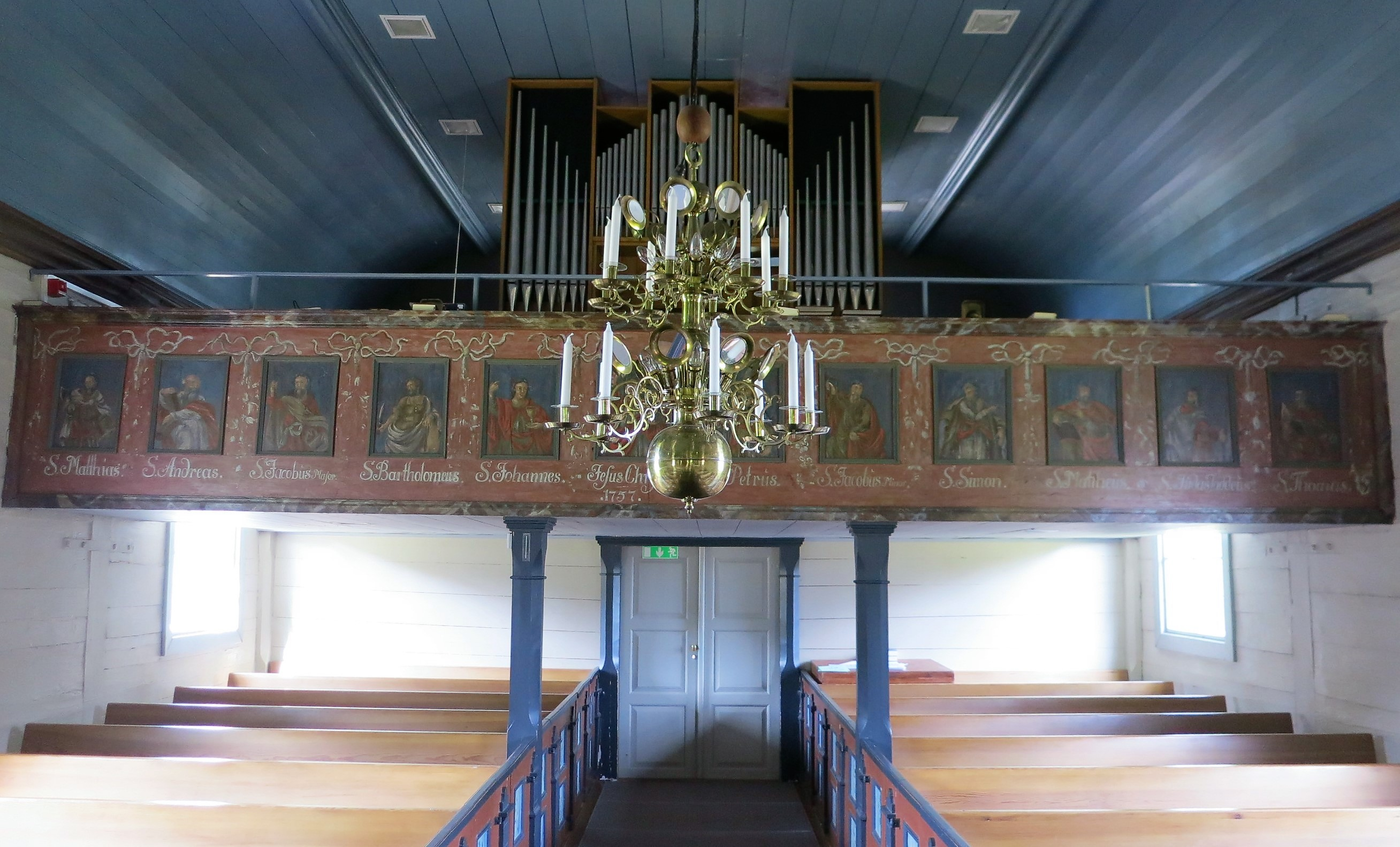
Norra Hestra kyrka: Orgelläktaren med bemålad bröstning.

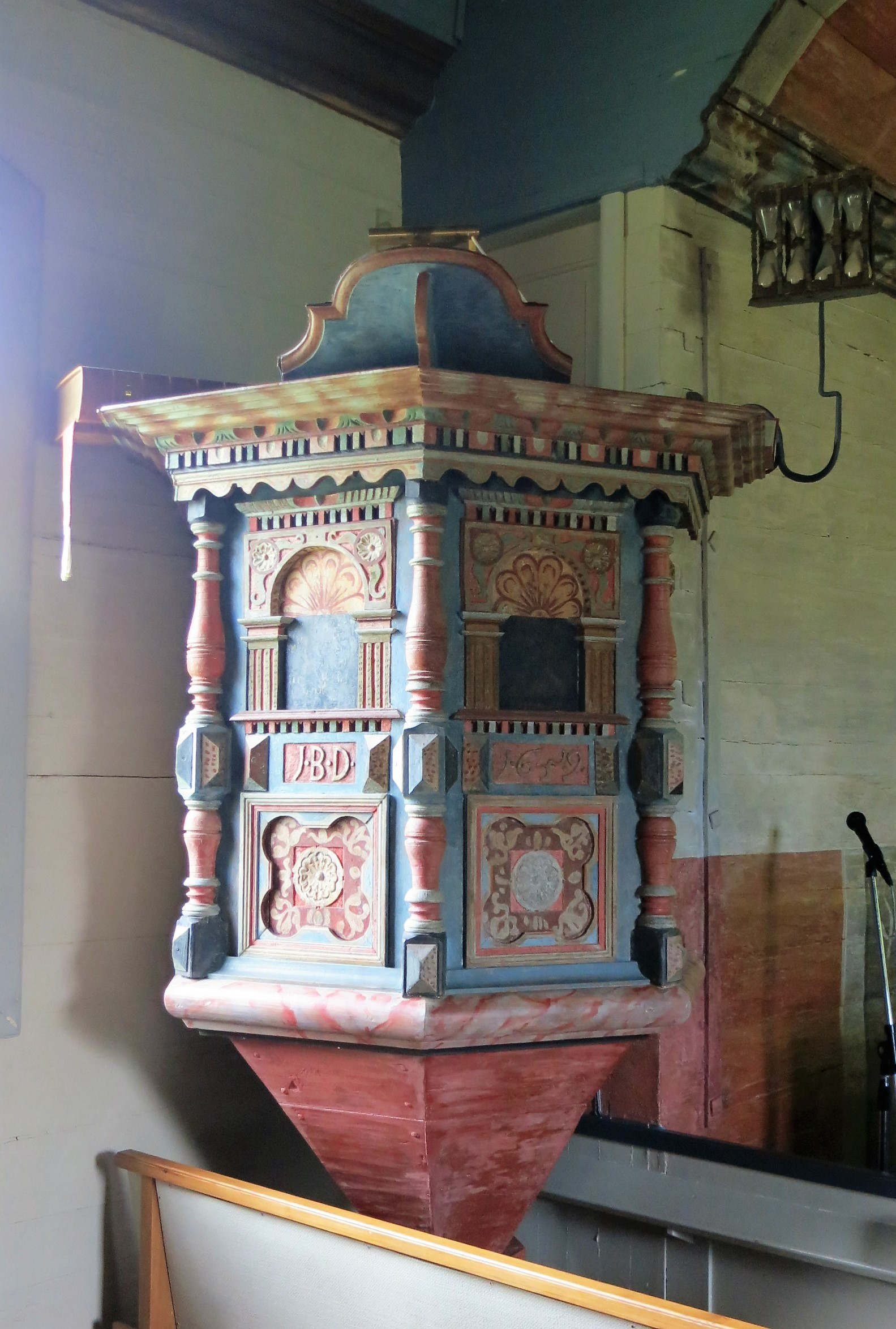
Norra Hestra kyrka: Predikstolen.

Ditlof Ross, även Detleff, Ditolf, Ditloff och Detloff, född 1706 troligen i Holstein, död 10 december 1764 i Borås, var en tysk-svensk målarmästare, kyrkomålare och tapetfabrikör.

## Biografi
Ditlof Ross var son till den holsteinske målarmästaren Johan Ross och Anna Stockhouf och från 1736 gift med guldsmeden Andreas Ormsson Wibecks änka Maria Israelsdotter Borgman. Han var bror till Johan Ross samt farbror till Johan Ross och Maria Carowsky.
Ross invandrade till Sverige på 1720-talet och kom troligen via Göteborg till Stockholm där han blev målarmästare 1734. Han beviljades burskap som målare i Borås 1734 och ansökte 1739 att få ingå i Götheborgs stadz konst- och målare-embete. På intygan av sin broder Johan Ross, som redan var medlem i detta skrå antogs Ditlof Ross som medlem. Från 1741 fick han även från Kommerskollegium tillstånd att bedriva tapettillverkning.
Han var en av Västsveriges mest produktiva kyrkomålare och utförde ett flertal takmålningar, altartavlor och andra dekorationsmålningar. Dessa utstrålar stor färgglädje och livsbejakelse. Ross försökte genom sina målningar inte att trolla bort kyrkorummets begränsning. Hans takmålningar, "himlingar", liknar närmast en brokig vävnad som ger kyrkorummet en varm slutenhet. Motiven var mycket likartade från kyrka till kyrka, men trots det fick sockenborna bilder som gladde dem, trots språkbandens dystra förmaningar.
Ditlof var styvfar till kyrkomålaren Henrik Andersson Wibeck. Ross och hans fru skänkte 1738 en oljemålning föreställande Jesu dop till Caroli kyrka i Borås.
Ditlof Ross avled i Borås 1764.

## Kyrkliga verk
- 1736 Brämhults kyrka. Målningar i tak, på väggar, läktare, predikstol och bänkar. Allt bevarat utom takmålningarna som avlägsnades vid en ombyggnad 1796, för att delvis omplaceras till taket under läktaren och i västra vapenhuset.
- 1738 Finnekumla kyrka. Altartavla. Försvunnen.
- 1738 Starrkärrs kyrka. Målning av tak och läktarbröstning. Bevarad i nya kyrkan.
- 1739 Kilanda kyrka. Takmålning. Bevarad.
- 1742-1743 Murums kyrka. Korvalvsmålning. Försvunnet.
- 1742-1743 Vårkumla kyrka. Takmålning. Försvunnet.
- 1745 Ambjörnarps kyrka. Målning, troligen i tak. Försvunnen efter rivning.
- 1745 Upphärads kyrka. Målning av tak och läktare. Bevarat.
- 1746 Fors kyrka, Sjuntorp. Takmålning. Bevarad.
- 1746 Ljungby kyrka, Halland. Takmålning. Försvunnet.
- 1746 Rommele kyrka. Målning av tak och läktare. Bevarat.
- 1746-1747 Borgstena kyrka. Målning troligen i tak. Försvunnet efter rivning.
- 1750 Bollebygds kyrka. Målning av läktare. Försvunnen.
- 1751 Kungsäters kyrka. Målning troligen i tak. Försvunnet.
- 1751 Sankt Peders kyrka. Takmålning. Försvunnet efter rivning. Några brädor bevarade.
- 1752-1753 Kinnarumma kyrka. Bemålning av tak, väggar, läktare, altartavla och stolar. Bevarat.
- 1752 Gunnarsjö kyrka. Målningar av tak och väggar. Bevarat.
- 1752 Fullestads kyrka. Målning av läktare. Bevarat.
- 1754 Öxabäcks kyrka. Målningar. Försvunna.
- 1754 Karl Gustavs kyrka, Västergötland. Takmålning. Några brädor bevarade och uppsatta i Nösslinge kyrka.
- 1756 Borgstena kyrka. Altartavla och predikstol. Försvunna.
- 1756 Älvsåkers kyrka. Takmålning. Bevarad.
- 1756-1757 Norra Hestra kyrka. Målning av tak, väggar, läktarbröstning, altaruppsats och predikstol. Bevarat.
- 1760 Älekulla kyrka. Kyrka och tak målade. Bevarat.
- 1760 Torpa kyrka, Halland. Målning av tak och väggar. Takmålningen är bevarad.
- 1761 Ljushults kyrka. Målning av interiören. Läktarbröstningens bemålning bevarad.
- 1762-1763 Borgstena kyrka. Dekormålning av kyrkorummet, taket och predikstolen. Bevarat utom fönsteromfattningarna.
- 1700-talet Alboga kyrka. Takmålning. Försvunnet.
- 1700-talet Alfshögs kyrka. Målning av bänkinredning. Bevarad.
- 1700-talet Svenljunga kyrka. Takmålning. Återstår tre brädor som förvaras i tornet.
- 1730-1764 Grimmareds kyrka. Takmålning. Försvunnen. Bemålning av läktare. Bevarad.